# 豬苗代町
猪苗代町（日语：／ Inawashiro machi */?）是位于福島縣中部的一町,2023年人口為12,657人,人口每年持續下降。

## 歷史
- 明治22年(1889年)-町村制施行。現在豬苗代町一帶、豬苗代町、磐瀨村、磐保村、吾妻村、長瀨村、月輪村、千里村、翁島村正式成立。
- 昭和30年(1955年)-3月1日、豬苗代町、翁島村、千里村、月輪村、吾妻村再度合併、成立新的豬苗代町。

## 經濟
該町主要經濟為旅遊業及農業為主

## 景點
- 豬苗代湖
- 豬苗代薰衣草園
- 豬苗代滑雪場
- 豬苗代城跡
- 野口英世記念館
- 世界的琉璃館
- 小平潟天滿宮

## 出生名人
- 野口英世 日本細菌學者，其肖像被放置於2004年改版的日幣一千元鈔票，以紀念其貢獻。